# Eparquía de Gran Bretaña
La eparquía de Gran Bretaña (en latín: Eparchia Magnae Britanniae Syro-Malabarensium y en inglés: Syro-Malabar Catholic Eparchy of Great Britain) es una circunscripción eclesiástica de la Iglesia católica en el Reino Unido. Se trata de una eparquía siro-malabar, inmediatamente sujeta a la Santa Sede. Desde el 28 de julio de 2016 su eparca es Joseph Srampickal.

## Territorio y organización
La eparquía tiene 229 956 km² extiende su jurisdicción sobre los fieles católicos de rito caldeo siro-malabar residentes en Inglaterra, Gales y Escocia. Las dependencias de la Corona de Isla de Man, Jersey y el bailiazgo de Guernsey forman parte de diócesis inglesas, por lo que también son parte de la eparquía.
La sede de la eparquía se encuentra en la ciudad de Birmingham, mientras que en Preston, en el condado de Lancashire, se halla la Catedral de Santa Alfonsa de la Inmaculada Concepción. Se eligió la ciudad de Preston como sede porque la diócesis de Lancaster donó en 2014 a la comunidad sirio-malabar la gran iglesia de San Ignacio, que había pertenecido a los jesuitas hasta ese mismo año, cuando fue adaptada al rito siro-malabar y rededicada a Santa Alfonsa.
En 2023 en la eparquía existían 4 parroquias: la Catedral de Santa Alfonsa de la Inmaculada Concepción (en Preston); Nuestra Señora Reina de la Paz (en Litherland, Liverpool; Santa María y San Wilfrido (en Leeds) y Santo Tomás (en Bristol). El 8 de septiembre de 2024 se agregó una quinta parroquia, la iglesia de Nuestra Señora de la Natividad y San Pablo, en Portsmouth. La eparquía se estructura en capellanías ubicadas en 30 diócesis latinas.

## Historia

### Antecedentes
Durante las décadas de 1960 y 1970 un pequeño número de profesionales migraron al Reino Unido desde Kerala en la India. En 1996	el obispo Joseph Pallikaparambil fue nombrado visitador apostólico para Europa y el Reino Unido. A partir de 2000 se produjo una mayor fase migratoria. El obispo titular de Slebte y procurador en Roma del arzobispo mayor siro-malabar, Stephen Chirappanath, es el visitador apostólico en Europa desde el 28 de julio de 2016 y tuvo su cargo el cuidado y fomento de los fieles contando desde 2013 con el sacerdote Thomas Parayadiyil para coordinar a 23 sacerdotes en Inglaterra y Gales bajo dependencia de diócesis latinas. Parayadiyil fue designado por el sínodo siro-malabar y tomó el cargo el 1 de septiembre de 2007 de coordinador para las 3 diócesis de Londres (England and Wales Coordination for Syro-Malabar Church), con 3 capellanías: Brentwood Chaplaincy (9 centros de misa), Southwark Chaplaincy (12 centros de misa), Westminster Chaplaincy (9 centros de misa). Desde octubre de 2015 con la erección de la parroquia personal siro-malabar en la diócesis de Lancaster, la iglesia de St Ignatius pasó a ser de uso exclusivo siro-malabar y tomó el nombre de Personal Parish of Saint Alphonsa. Fue la primera parroquia siro-malabar en Europa, junto con la de Saints Kuriakose Elias Chavara creada el mismo día para cubrir el resto de la diócesis de Lancaster.

### Eparquía
La eparquía fue erigida por el papa Francisco el 28 de julio de 2016 mediante la bula In Apostolorum.

In Apostolorum Principis Cathedra constituti, solliciti quoque de spirituali salute atque regimine Christifidelium Syro-Malabarensium in Anglia, Cambria et Scotia commorantium, visum est pro iisdem Eparchiam novam condere. Nos igitur hoc ipso die audito consilio Venerabilis Fratris Nostri S.R.E. Cardinalis Praefecti Congregationis pro Ecclesiis Orientalibus, re mature perpensa, summa Apostolica auctoritate condimus Eparchiam Magnae Britanniae Syro-Malabarensium cunctis cum iuribus et obligationibus talium Ecclesiarum propriis; cuius Sedem eparchialem ponimus in urbe Prestonensi, dum eiusdem constitutio et administratio ad normas Codicis Canonum Ecclesiarum Orientalium fient. Quae vero iussimus ad effectum rite adducantur, deque absoluto negotio sueta documenta exarentur et ad memoratam Congregationem mittantur. Hanc denique Apostolicam Constitutionem nunc et in posterum ratam esse volumus, contrariis rebus nihil obstantibus.

Al momento de la erección de la eparquía existían en Gran Bretaña cerca de 38 000 fieles siro malabares, sobre todo en las ciudades de Londres, Birmingham y Liverpool. Thomas Parayadiyil fue designado sincelo de la eparquía.

## Estadísticas
Según el Anuario Pontificio 2024 la eparquía tenía a fines de 2023 un total de 49 000 fieles bautizados.
| Año                                                                             | Población            | Población | Población      | Sacerdotes | Sacerdotes    | Sacerdotes    | Bautizados por sacerdote | Diáconos permanentes | Religiosos | Religiosos | Parroquias |
| Año                                                                             | Bautizados católicos | Total     | % de católicos | Total      | Clero secular | Clero regular | Bautizados por sacerdote | Diáconos permanentes | Varones    | Mujeres    | Parroquias |
| ------------------------------------------------------------------------------- | -------------------- | --------- | -------------- | ---------- | ------------- | ------------- | ------------------------ | -------------------- | ---------- | ---------- | ---------- |
| 2016                                                                            | 38 000               |           |                | 23         | 23            | 0             | 1652                     |                      |            |            |            |
| 2019                                                                            | 40 000               |           |                | 56         | 25            | 31            | 714                      |                      | 31         | 4          | 2          |
| 2021                                                                            | 41 000               |           |                | 58         | 34            | 24            | 706                      |                      | 24         | 6          | 2          |
| 2023                                                                            | 49 000               |           |                | 62         | 44            | 18            | 790                      |                      | 18         | 7          | 4          |
| Fuente: Catholic-Hierarchy, que a su vez toma los datos del Anuario Pontificio. |                      |           |                |            |               |               |                          |                      |            |            |            |

## Episcopologio

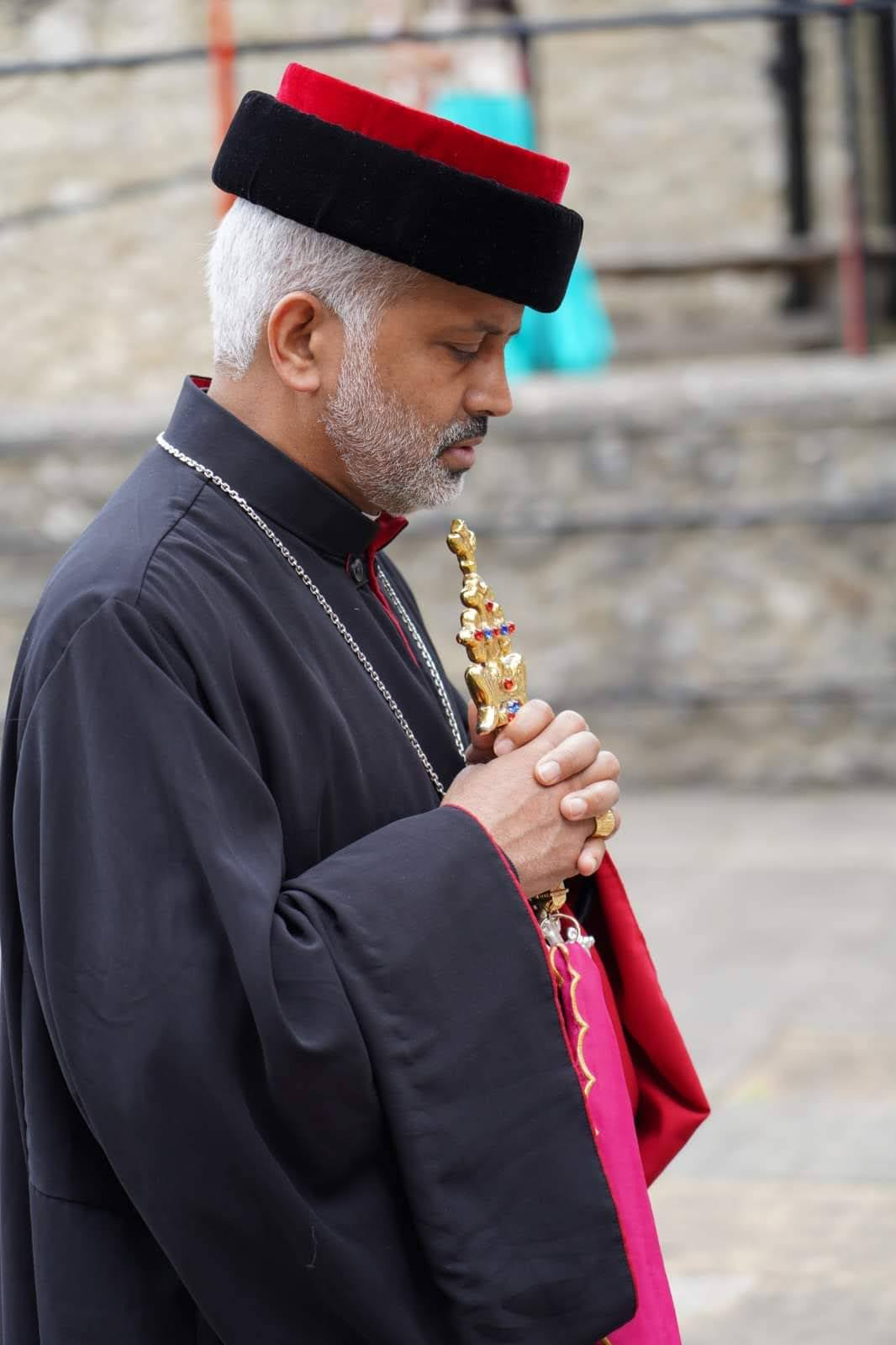
Joseph Srampickal, eparca de Gran Bretaña desde 2016

- Joseph Srampickal, desde el 28 de julio de 2016